# Olympische Sommerspiele 2020/Handball/Qualifikation
Für die olympischen Handballturniere 2020 konnten sich sowohl bei den Männern als auch bei den Frauen zwölf Mannschaften qualifizieren.

## Männer

### Übersicht
| Qualifikationswettbewerb          | Datum                      | Ort                               | Plätze | Qualifizierte Teams      |
| --------------------------------- | -------------------------- | --------------------------------- | ------ | ------------------------ |
| Gastgeber                         | 7. September 2013          | Buenos Aires (Argentinien)        | 1      | Japan                    |
| Weltmeisterschaft 2019            | 10.–27. Januar 2019        | Dänemark und Deutschland          | 1      | Dänemark                 |
| Panamerikanische Spiele 2019      | 26. Juli – 11. August 2019 | Peru                              | 1      | Argentinien              |
| Asiatisches Qualifikationsturnier | 17.–27. Oktober 2019       | Katar                             | 1      | Bahrain                  |
| Afrikameisterschaft 2020          | 16.–26. Januar 2020        | Tunesien                          | 1      | Ägypten                  |
| Europameisterschaft 2020          | 10.–26. Januar 2020        | Österreich, Norwegen und Schweden | 1      | Spanien                  |
| Olympia-Qualifikationsturnier 1   | 12.–14. März 2021          | Podgorica (Montenegro)            | 2      | Norwegen und Brasilien   |
| Olympia-Qualifikationsturnier 2   | 12.–14. März 2021          | Montpellier (Frankreich)          | 2      | Frankreich und Portugal  |
| Olympia-Qualifikationsturnier 3   | 12.–14. März 2021          | Berlin (Deutschland)              | 2      | Schweden und Deutschland |

### Weltmeisterschaft 2019
Neben dem Quotenplatz, den Japan als Gastgebernation erhalten hat, wurde bei der Handball-Weltmeisterschaft 2019 der erste Quotenplatz an Dänemark als Weltmeister vergeben. Die nächsten sechs Mannschaften, die keinen Quotenplatz über die Kontinentalmeisterschaften erreichen, waren berechtigt, an den Olympia-Qualifikationsturnieren teilzunehmen, die im April 2020 stattfinden sollten. Aufgrund der Covid-19-Pandemie wurden die Turniere auf März 2021 verschoben. Spanien als Europa- und Ägypten als Afrikameister konnten sich direkt für die Olympischen Spiele qualifizieren.
| Rang   | Mannschaft    |
| ------ | ------------- |
| Gold   | Dänemark      |
| Silber | Norwegen      |
| Bronze | Frankreich    |
| 04     | Deutschland   |
| 05     | Schweden      |
| 06     | Kroatien      |
| 07     | Spanien       |
| 08     | Ägypten       |
|        |               |
| 09     | Brasilien     |
| 10     | Ungarn        |
| 11     | Island        |
| 12     | Tunesien      |
|        |               |
| 13     | Katar         |
| 14     | Russland      |
| 15     | Mazedonien    |
| 16     | Chile         |
| 17     | Argentinien   |
| 18     | Serbien       |
| 19     | Österreich    |
| 20     | Bahrain       |
| 21     | Saudi-Arabien |
| 22     | Korea         |
| 23     | Angola        |
| 24     | Japan         |

### Panamerikanische Spiele 2019
Bei den Panamerikanischen Spielen 2019 in Peru wurde ein Quotenplatz an Argentinien als Sieger dieses Turniers vergeben. Chile als Zweitplatzierter erhielt einen Startplatz für die zusätzlichen Qualifikationsturniere.
Folgende Mannschaften nahmen an diesem Turnier teil:
- Argentinien
- Chile
- Brasilien
- Mexiko
- Kuba
- Vereinigte Staaten
- Puerto Rico
- Peru

### Asien
Der dem asiatischen Verband AHF zustehende Quotenplatz wurde in einem Qualifikationsturnier Ende Oktober 2019 ausgespielt. Bahrain ist als Sieger für die Olympischen Spiele qualifiziert. Das zweitplatzierte Südkorea erhielt einen Startplatz für die zusätzlichen Qualifikationsturniere.
Folgende Mannschaften nahmen an diesem Turnier teil:
- Volksrepublik China
- Bahrain
- Kasachstan
- Katar
- Kuwait
- Saudi-Arabien
- Südkorea
- Vereinigte Arabische Emirate

### Europa
Bei der Handball-Europameisterschaft 2020 spielten 24 Nationen um einen Quotenplatz, den Spanien als Sieger des Turniers bekam. Slowenien und Portugal erhielten zusätzlich zu den bereits bei der WM qualifizierten Teams einen Startplatz für die zusätzlichen Qualifikationsturniere.

### Afrikameisterschaft 2020
Der dem afrikanischen Verband CAHB zustehende Quotenplatz wurde bei der Afrikameisterschaft im Januar 2020 ausgespielt. Ägypten ist als Sieger für die Olympischen Spiele qualifiziert. Tunesien als Zweit- und Algerien als Drittplatzierter erhielten einen Startplatz für die zusätzlichen Qualifikationsturniere.
Folgende Mannschaften nahmen an diesem Turnier teil:
- Algerien
- Angola
- Benin
- Burkina Faso
- Kamerun
- Demokratische Republik Kongo
- Republik Kongo
- Ägypten
- Gabun
- Kenia
- Libyen
- Marokko
- Mosambik
- Nigeria
- Senegal
- Tunesien

### Internationale Qualifikationsturniere
Zusätzlich zu den kontinentalen Meisterschaften und der Weltmeisterschaft wurden insgesamt sechs weitere Quotenplätze in drei Qualifikationsturnieren vergeben. Die Turniere sollten vom 17. bis 19. April 2020 stattfinden, wurden jedoch wegen der COVID-19-Pandemie auf März 2021 verlegt. Für diese Turniere waren die besten sechs Mannschaften der Weltmeisterschaft 2019, die noch keinen Quotenplatz erkämpfen konnten, qualifiziert (siehe oben). Zusätzliche sechs Startplätze wurden bei den kontinentalen Meisterschaften vergeben:
- Europa (2):  Slowenien,  Portugal
- Afrika (2):  Tunesien,  Algerien
- Panamerika (1):  Chile
- Asien/Australien (1):  Südkorea

Die insgesamt 12 Mannschaften traten vom 12. bis 14. März 2021 in drei Vierergruppen an, wovon sich die jeweils besten zwei Mannschaften für die Olympischen Spiele qualifizierten.

#### Turnier 1 in Montenegro
Ort: Verde Complex, Podgorica
| Rang | Mannschaft | Sp | S | U | N | Tore   | Diff. | Pkt. |
| ---- | ---------- | -- | - | - | - | ------ | ----- | ---- |
| 1    | Norwegen   | 3  | 3 | 0 | 0 | 114:74 | 40    | 6    |
| 2    | Brasilien  | 3  | 2 | 0 | 1 | 76:80  | −4    | 4    |
| 3    | Südkorea   | 3  | 1 | 0 | 2 | 91:109 | −18   | 2    |
| 4    | Chile      | 3  | 0 | 0 | 3 | 82:100 | −18   | 0    |

| Datum         | Uhrzeit | Begegnung | Begegnung | Ergebnis      |
| ------------- | ------- | --------- | --------- | ------------- |
| 12. März 2021 | 17:30   | Chile     | Südkorea  | 35:36 (11:19) |
| 12. März 2021 | 20:00   | Norwegen  | Brasilien | 32:20 (17:12) |
| 13. März 2021 | 17:30   | Brasilien | Südkorea  | 30:24 (13:9)  |
| 13. März 2021 | 20:00   | Norwegen  | Chile     | 38:23 (19:10) |
| 14. März 2021 | 17:30   | Brasilien | Chile     | 26:24 (11:17) |
| 14. März 2021 | 20:00   | Südkorea  | Norwegen  | 31:44 (16:24) |

#### Turnier 2 in Frankreich
Ort: Sud de France Arena, Montpellier
| Rang | Mannschaft | Sp | S | U | N | Tore   | Diff. | Pkt. |
| ---- | ---------- | -- | - | - | - | ------ | ----- | ---- |
| 1    | Frankreich | 3  | 2 | 0 | 1 | 98:84  | 14    | 4    |
| 2    | Portugal   | 3  | 2 | 0 | 1 | 87:80  | 7     | 4    |
| 3    | Kroatien   | 3  | 2 | 0 | 1 | 81:81  | 0     | 4    |
| 4    | Tunesien   | 3  | 0 | 0 | 3 | 83:104 | −21   | 0    |

| Datum         | Uhrzeit | Begegnung  | Begegnung  | Ergebnis      |
| ------------- | ------- | ---------- | ---------- | ------------- |
| 12. März 2021 | 18:30   | Tunesien   | Portugal   | 27:34 (11:15) |
| 12. März 2021 | 21:00   | Frankreich | Kroatien   | 30:26 (12:15) |
| 13. März 2021 | 18:30   | Kroatien   | Portugal   | 25:24 (9:12)  |
| 13. März 2021 | 21:00   | Frankreich | Tunesien   | 40:29 (21:13) |
| 14. März 2021 | 18:30   | Kroatien   | Tunesien   | 30:27 (14:13) |
| 14. März 2021 | 21:00   | Portugal   | Frankreich | 29:28 (12:13) |

#### Turnier 3 in Deutschland
Ort: Max-Schmeling-Halle, Berlin
| Rang | Mannschaft  | Sp | S | U | N | Tore   | Diff. | Pkt. |
| ---- | ----------- | -- | - | - | - | ------ | ----- | ---- |
| 1    | Schweden    | 3  | 2 | 1 | 0 | 93:75  | 18    | 5    |
| 2    | Deutschland | 3  | 2 | 1 | 0 | 95:78  | 17    | 5    |
| 3    | Slowenien   | 3  | 1 | 0 | 2 | 88:96  | −8    | 2    |
| 4    | Algerien    | 3  | 0 | 0 | 3 | 79:106 | −27   | 0    |

| Datum         | Uhrzeit | Begegnung   | Begegnung   | Ergebnis      |
| ------------- | ------- | ----------- | ----------- | ------------- |
| 12. März 2021 | 15:15   | Deutschland | Schweden    | 25:25 (14:13) |
| 12. März 2021 | 17:45   | Slowenien   | Algerien    | 36:28 (17:11) |
| 13. März 2021 | 15:35   | Deutschland | Slowenien   | 36:27 (22:12) |
| 13. März 2021 | 18:00   | Schweden    | Algerien    | 36:25 (19:10) |
| 14. März 2021 | 15:45   | Algerien    | Deutschland | 26:34 (14:17) |
| 14. März 2021 | 18:15   | Schweden    | Slowenien   | 32:25 (17:13) |

## Frauen

### Übersicht
| Qualifikationswettbewerb            | Datum                            | Ort            | Qualifizierte Teams | Olympiateilnahmen | Olympische Spiele |
| ----------------------------------- | -------------------------------- | -------------- | ------------------- | ----------------- | --- |
| Gastgeber                           | 7. September 2013                | , Buenos Aires | Japan               | 1                 | 1976 (5. Platz) |
| Europameisterschaft 2018            | 29. November – 16. Dezember 2018 | Frankreich     | Frankreich          | 5                 | 2000 (6. Platz), 2004 (4. Platz), 2008 (5. Platz), 2012 (5. Platz), 2016 (2. Platz)                                                              |
| Panamerikanische Spiele 2019        | 24. – 30. Juli 2019              | Peru           | Brasilien           | 1                 | 2004 (7. Platz) |
| Asiatisches Qualifikationsturnier   | 21.–29. September 2019           | China          | Südkorea            | 9                 | 1984 (2. Platz), 1988 (1. Platz), 1992 (1. Platz), 1996 (2. Platz), 2000 (4. Platz), 2004 (2. Platz), 2008 (3. Platz), 2012 (4. Platz), 2016 (?) |
| Afrikanisches Qualifikationsturnier | 26.–29. September 2019           | Republik Kongo | Angola              | 6                 | 1996 (7. Platz), 2000 (9. Platz), 2004 (9. Platz), 2008 (12. Platz), 2012 (10. Platz), 2016 (?)                                                  |
| Weltmeisterschaft 2019              | 29. November – 15. Dezember 2019 | Japan          | Niederlande         | 1                 | 2016 (4. Platz) |
| Olympia-Qualifikationsturnier 1     | 19.–21. März 2021                | Spanien        | Schweden            | 3                 | 2008 (8. Platz), 2012 (11. Platz), 2016 (7. Platz)                                                                                               |
| Olympia-Qualifikationsturnier 1     | 19.–21. März 2021                | Spanien        | Spanien             | 4                 | 1992 (7. Platz), 2004 (6. Platz), 2012 (3. Platz), 2016 (6. Platz)                                                                               |
| Olympia-Qualifikationsturnier 2     | 19.–21. März 2021                | Ungarn         | Ungarn              | 6                 | 1976 (3. Platz), 1980 (4. Platz), 1996 (3. Platz), 2000 (2. Platz), 2004 (5. Platz), 2008 (4. Platz)                                             |
| Olympia-Qualifikationsturnier 2     | 19.–21. März 2021                | Ungarn         | ROC                 | 0                 | – |
| Olympia-Qualifikationsturnier 3     | 19.–21. März 2021                | Montenegro     | Montenegro          | 2                 | 2012 (2. Platz), 2016 (11. Platz) |
| Olympia-Qualifikationsturnier 3     | 19.–21. März 2021                | Montenegro     | Norwegen            | 7                 | 1988 (2. Platz), 1992 (2. Platz), 1996 (4. Platz), 2000 (3. Platz), 2008 (1. Platz), 2012 (1. Platz), 2016 (3. Platz)                            |

### Weltmeisterschaft 2019
Als Sieger der Weltmeisterschaft 2019 konnte sich die niederländische Nationalmannschaft qualifizieren. Die Plätze 2 bis 7 berechtigen zur Teilnahme an einem der Qualifikationsturniere im März 2021.
| Rang   | Mannschaft                   |
| ------ | ---------------------------- |
| Gold   | Niederlande                  |
| Silber | Spanien                      |
| Bronze | Russland                     |
| 04     | Norwegen                     |
| 05     | Montenegro                   |
| 06     | Serbien                      |
| 07     | Schweden                     |
| 08     | Deutschland                  |
|        |                              |
| 09     | Dänemark                     |
| 10     | Japan                        |
| 11     | Südkorea                     |
| 12     | Rumänien                     |
|        |                              |
| 13     | Frankreich                   |
| 14     | Ungarn                       |
| 15     | Angola                       |
| 16     | Argentinien                  |
| 17     | Brasilien                    |
| 18     | Senegal                      |
| 19     | Slowenien                    |
| 20     | Demokratische Republik Kongo |
| 21     | Kuba                         |
| 22     | Kasachstan                   |
| 23     | Volksrepublik China          |
| 24     | Australien                   |

### Europa
An der Handball-Europameisterschaft 2018 konnte sich Frankreich als Europameister einen Quotenplatz für die Olympischen Spiele sichern. Es traten folgende 16 Nationen an:
- Frankreich
- Russland
- Niederlande
- Rumänien
- Norwegen
- Schweden
- Ungarn
- Dänemark
- Montenegro
- Deutschland
- Serbien
- Spanien
- Slowenien
- Polen
- Tschechien
- Kroatien

### Afrika
Bei einem Qualifikationsturnier im senegalesischen Dakar konnte sich Angola einen Quotenplatz erkämpfen. Es nahmen folgende vier Nationen teil:
- Angola
- Demokratische Republik Kongo
- Kamerun
- Senegal

### Panamerikanische Spiele 2019
Bei den Panamerikanischen Spielen 2019 in Peru wurde ein Quotenplatz an Brasilien als Sieger dieses Turniers vergeben.
- Argentinien
- Brasilien
- Kuba
- Vereinigte Staaten
- Puerto Rico
- Peru
- Kanada
- Dominikanische Republik

### Asien
Der dem asiatischen Verband AHF zustehende Quotenplatz wurde in einem Qualifikationsturnier ausgespielt. Südkorea ist als Sieger für die Olympischen Spiele qualifiziert. Folgende Mannschaften nahmen an diesem Turnier teil:
- China
- Hongkong
- Kasachstan
- Nordkorea
- Thailand
- Südkorea

### Internationale Qualifikationsturniere
Zusätzlich zu den kontinentalen Meisterschaften und der Weltmeisterschaft wurden insgesamt sechs weitere Quotenplätze in drei Qualifikationsturnieren vergeben. Für dieses Turnier waren die besten sechs Mannschaften der Weltmeisterschaft 2019, die noch keinen Quotenplatz erkämpfen konnten, qualifiziert. Zusätzliche sechs Startplätze wurden bei den kontinentalen Meisterschaften vergeben. Die insgesamt 12 Mannschaften traten in drei Vierergruppen an, wovon sich die jeweils besten zwei Mannschaften für die Olympischen Spiele qualifizierten. Die Turniere sollten vom 16. bis 19. April 2020 stattfinden, wurden jedoch wegen der COVID-19-Pandemie auf März 2021 verlegt.

#### Turnier 1 in Spanien
Ort: Pavelló Poliesportiu Pla de L’Arc, Llíria
Ursprünglich gehörte mit Senegal eine weitere Mannschaft dem Qualifikationsturnier 1 an, jedoch verzichtete der senegalesische Handballverband auf eine Teilnahme.
| Rang | Mannschaft  | Sp | S | U | N | Tore  | Diff. | Pkt. |
| ---- | ----------- | -- | - | - | - | ----- | ----- | ---- |
| 1    | Spanien     | 2  | 1 | 1 | 0 | 59:44 | 15    | 3    |
| 2    | Schweden    | 2  | 1 | 1 | 0 | 62:49 | 13    | 3    |
| 3    | Argentinien | 2  | 0 | 0 | 2 | 37:65 | −28   | 0    |

| Datum         | Uhrzeit | Begegnung   | Begegnung   | Ergebnis      |
| ------------- | ------- | ----------- | ----------- | ------------- |
| 19. März 2021 | 21:00   | Spanien     | Schweden    | 28:28 (13:13) |
| 20. März 2021 | 18:15   | Schweden    | Argentinien | 34:21 (17:8)  |
| 21. März 2021 | 19:30   | Argentinien | Spanien     | 16:31 (10:19) |

#### Turnier 2 in Ungarn
Ort: Audi Arena, Győr
Da China auf eine Teilnahme verzichtete, wurde Kasachstan, welches ursprünglich im Qualifikationsturnier 3 starten sollte, dem Qualifikationsturnier 2 zugeteilt.
| Rang | Mannschaft | Sp | S | U | N | Tore   | Diff. | Pkt. |
| ---- | ---------- | -- | - | - | - | ------ | ----- | ---- |
| 1    | Russland   | 3  | 3 | 0 | 0 | 91:73  | 18    | 6    |
| 2    | Ungarn     | 3  | 2 | 0 | 1 | 100:71 | 29    | 4    |
| 3    | Serbien    | 3  | 1 | 0 | 2 | 89:90  | −1    | 2    |
| 4    | Kasachstan | 3  | 0 | 0 | 3 | 75:121 | −46   | 0    |

| Datum         | Uhrzeit | Begegnung  | Begegnung  | Ergebnis      |
| ------------- | ------- | ---------- | ---------- | ------------- |
| 19. März 2021 | 19:00   | Kasachstan | Ungarn     | 19:46 (8:20)  |
| 19. März 2021 | 22:00   | Russland   | Serbien    | 29:24 (17:13) |
| 20. März 2021 | 19:30   | Serbien    | Ungarn     | 23:31 (12:16) |
| 20. März 2021 | 22:30   | Russland   | Kasachstan | 33:26 (17:16) |
| 21. März 2021 | 19:30   | Serbien    | Kasachstan | 42:30 (23:16) |
| 21. März 2021 | 22:30   | Ungarn     | Russland   | 23:29 (12:14) |

#### Turnier 3 in Montenegro
Ort: Verde Complex, Podgorica
Hongkong wurde dem freigewordenen Startplatz von Kasachstan angeboten, jedoch war eine Teilnahme nicht möglich. Da die nächste Ersatzmannschaft Thailand nicht fristgerecht antwortete, entschied die IHF das Qualifikationsturnier 3 nur mit drei Teams auszuspielen.
| Rang | Mannschaft | Sp | S | U | N | Tore  | Diff. | Pkt. |
| ---- | ---------- | -- | - | - | - | ----- | ----- | ---- |
| 1    | Montenegro | 2  | 1 | 0 | 1 | 53:51 | 2     | 2    |
| 2    | Norwegen   | 2  | 1 | 0 | 1 | 52:52 | 0     | 2    |
| 3    | Rumänien   | 2  | 1 | 0 | 1 | 52:54 | −2    | 2    |

| Datum         | Uhrzeit | Begegnung  | Begegnung  | Ergebnis      |
| ------------- | ------- | ---------- | ---------- | ------------- |
| 19. März 2021 | 19:30   | Norwegen   | Montenegro | 23:28 (12:13) |
| 20. März 2021 | 19:30   | Norwegen   | Rumänien   | 29:24 (13:11) |
| 21. März 2021 | 16:00   | Montenegro | Rumänien   | 25:28 (15:15) |